# Номмерн
Номмерн (люкс. Noumer, фр. Nommern) — коммуна в Люксембурге, располагается в округе Люксембург. Коммуна Номмерн является частью кантона Мерш. В коммуне находится одноимённый населённый пункт.
Население составляет 1125 человек (на 2008 год), в коммуне располагаются 396 домашних хозяйств. Занимает площадь 22,44 км² (по занимаемой площади 42 место из 116 коммун). Наивысшая точка коммуны над уровнем моря составляет 417 м. (46 место из 116 коммун), наименьшая 296 м. (101 место из 116 коммун).

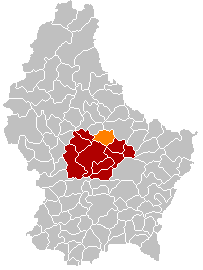
Оранжевый цвет - коммуна Номмерн, красный - кантон Мерш.